# Frontera Hidalgo
Frontera Hidalgo är en kommunhuvudort i Mexiko.   Den ligger i kommunen Frontera Hidalgo och delstaten Chiapas, i den sydöstra delen av landet, 900 km sydost om huvudstaden Mexico City. Frontera Hidalgo ligger 72 meter över havet och antalet invånare är 3 364.
Terrängen runt Frontera Hidalgo är platt. Runt Frontera Hidalgo är det ganska tätbefolkat, med 149 invånare per kvadratkilometer. Närmaste större samhälle är Tapachula, 16,5 km nordväst om Frontera Hidalgo. Omgivningarna runt Frontera Hidalgo är en mosaik av jordbruksmark och naturlig växtlighet.